# Hacalıkənd
Hacalıkənd è un comune dell'Azerbaigian situato nel distretto di Göyçay. Conta una popolazione di 1 063 abitanti.